# Zuiddorpe
Zuiddorpe és un municipi de la província neerlandesa de Zelanda. És una part del municipi de Terneuzen i es troba a uns 34 km al sud-est de Vlissingen. Va ser un municipi separat fins al 1970, quan es va fusionar amb Axel. El 2001, tenia 533 habitants.